# Georges Cadoudal
Georges Cadoudal (1 de enero de 1771 - 25 de junio de 1804) fue un político francés y contrarrevolucionario durante la Revolución francesa.
Se trata de una figura emblemática de la Guerra de los Chuanes, su nombre también es sinónimo en la Bretaña de la resistencia hasta el martirio frente al jacobinismo parisino. Tanto su carisma como su propia intransigencia hacen de él un personaje importante de la contrarrevolución, manteniendo a viento y marea tanto sus convicciones católicas como su defensa de la causa monárquica.

## Biografía

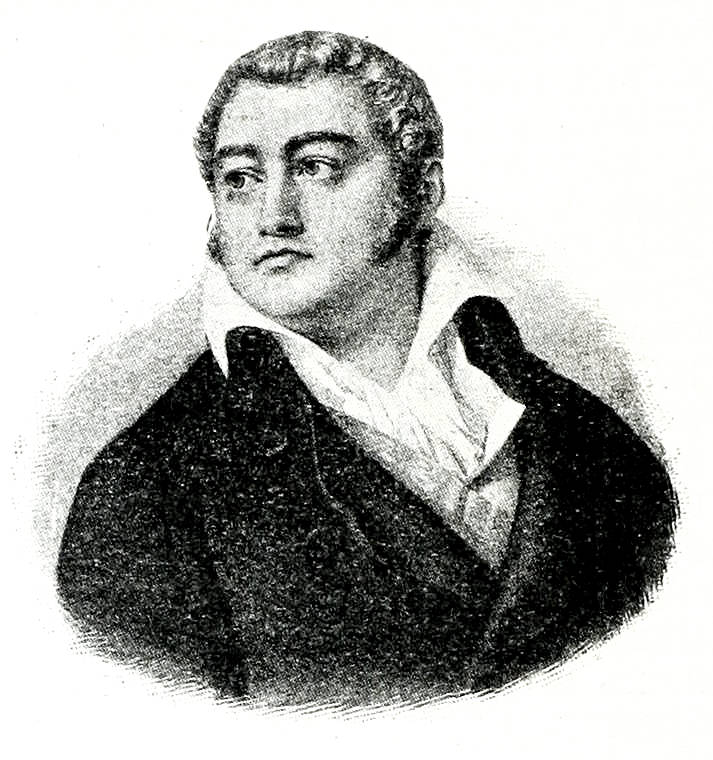
Jorg Cadoudal

Nacido cerca de la localidad francesa de Auray, después de completar su educación se mantuvo fiel a sus convicciones promonárquicas y católicas durante el inicio de la Revolución. A partir de 1793 organizó una rebelión en Morbihan en contra de la Convención Nacional de la Primera República, que fue rápidamente reprimida y entonces se unió al ejército de la insurrección de Vandea, tomando parte en las batallas que estallaron en Le Mans y Savenay en el mes de diciembre de ese mismo año.
Volviendo al Morbihan, fue detenido y encarcelado allí. No obstante, logró escapar y comenzó de nuevo la lucha contra la Revolución. A pesar de la derrota de su partido y el hecho de que fue obligado varias veces a refugiarse en Inglaterra, Cadoudal no dejó de luchar y conspirar en favor del pretendiente a la corona Luis XVIII. Se negó a llegar a cualquier entendimiento con el gobierno, incluso negó el ofrecimiento de Napoleón Bonaparte, quien admiraba sus habilidades y su obstinada energía [cita requerida].
Desde 1800 fue imposible para Cadoudal continuar librando una guerra abierta, por lo que centró sus esfuerzos en conspiraciones [cita requerida]. Fue indirectamente envuelto en el complot planeado por Saint-Pierre, cuyo objetivo fue atentar contra la vida del Primer Cónsul, y huyó a Inglaterra de nuevo.
En 1803 regresó a Francia para llevar a cabo un nuevo atentado contra Bonaparte. Aunque logró evitar que le arrestaran durante seis meses, finalmente fue detenido y posteriormente, le declararon culpable y condenado a muerte. Cadoudal se negó a pedir perdón y fue guillotinado en París, junto a once de sus compañeros.

## En la literatura
Georges Cadoudal es uno de los personajes principales en la novela de Alexandre Dumas, El caballero Hector de Sainte-Hermine. Fue esta la última novela del escritor francés y se publicó, a manera de folletín, en 1869.

## Referencias

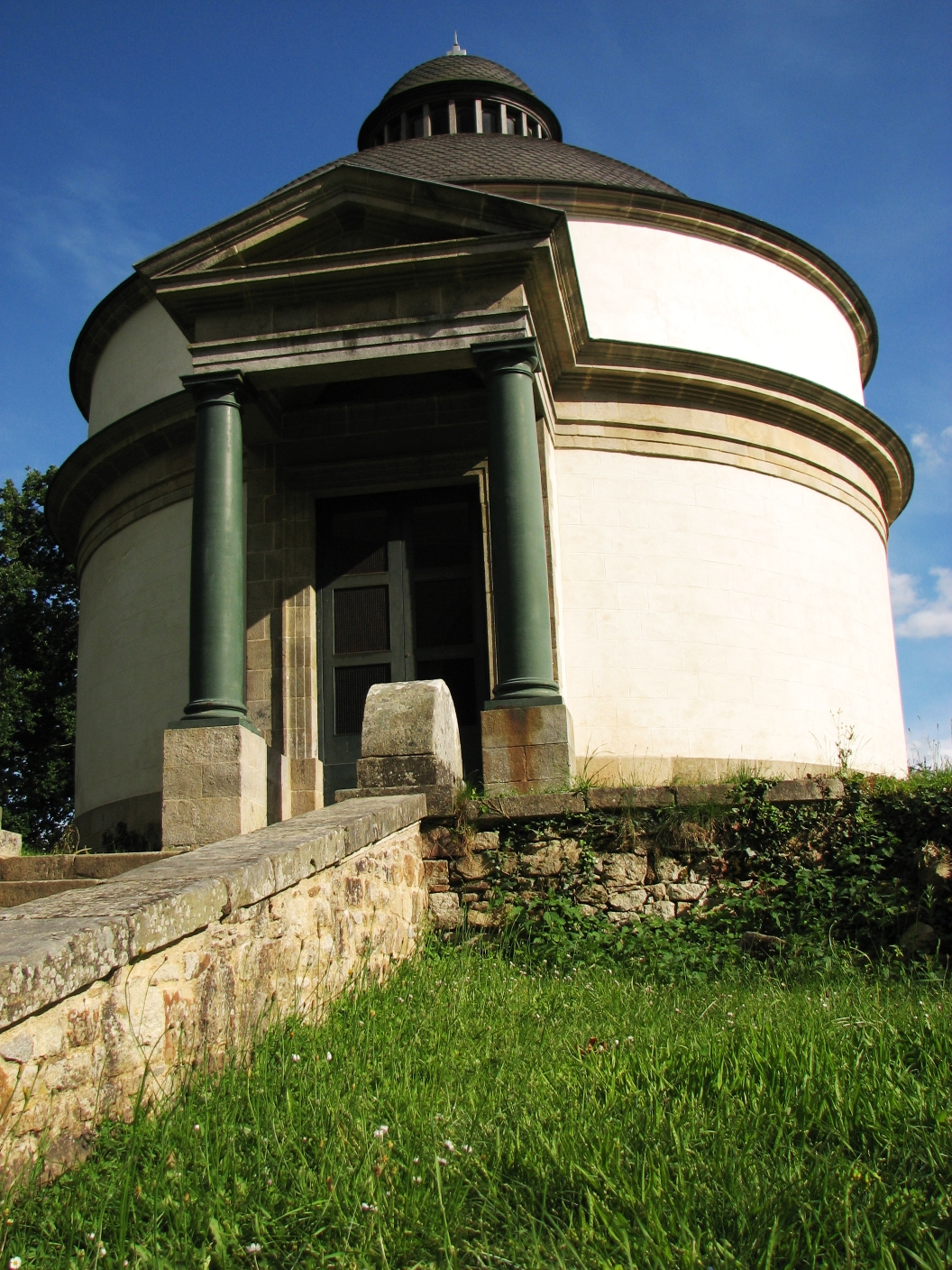
Mausoleo de Cadoudal en Auray